# Mark Walker (Schlagzeuger)

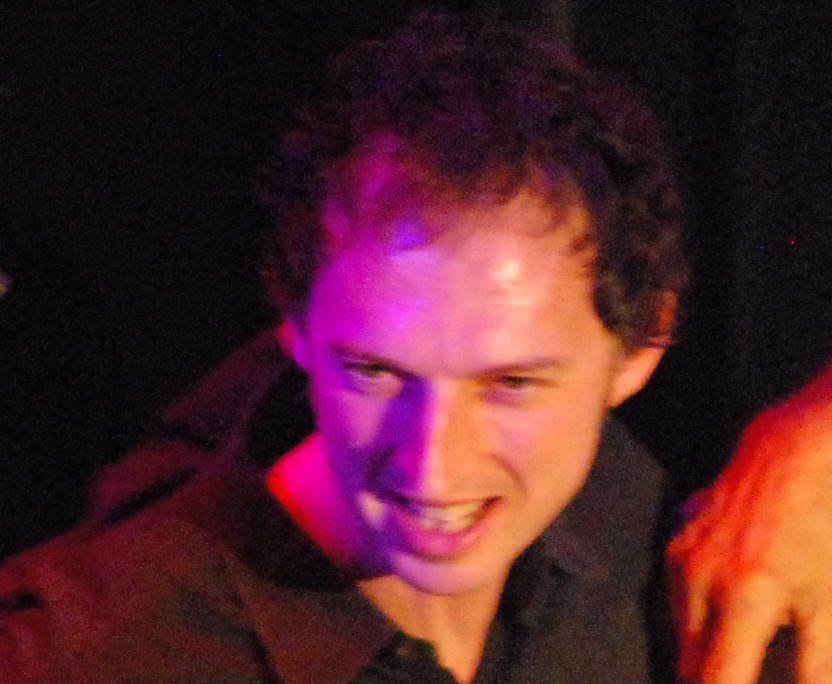
Mark Walker bei einem Konzert mit Oregon, Innsbruck 2010

Mark Walker (* 16. Oktober 1961 in Chicago, Illinois) ist ein US-amerikanischer Jazzmusiker (Schlagzeuger,  Percussionist, Arrangeur und Komponist).
Mark Walker begann im Alter von zehn Jahren mit dem Schlagzeugspiel. Seine ersten professionellen Konzertauftritte und Studioaufnahmen absolvierte er unmittelbar nach der High School. 1989 spielte er erstmals mit dem kubanischen Saxofonisten Paquito D’Rivera (eine Zusammenarbeit, die bis heute andauert und zu mehrfachen Grammy-Erfolgen 1997 und 2007 führte). 1995 zog er nach New York City, von wo aus er weiterhin mit Michel Camilo, dem Caribbean Jazz Project, Dave Samuels, Andy Narell, Lyle Mays, David Liebman, Chucho Valdés, Fareed Haque, Dianne Reeves, Patricia Barber, Jon Weber, Linda Eder, Daniela Schächter und Bill Watrous arbeitete.
In Europa bekannt wurde Mark Walker vor allem seit seinem Einstieg bei Oregon im Jahre 1997, wo er den Part des Schlagzeugers und zunehmend auch die Rolle eines Komponisten übernahm (Grammy-Nominierung 2008). Mit der WDR Big Band Köln war er an verschiedenen Produktionen von 1998 bis 2004 beteiligt und spielte das Album Tango y Postango ein. Mit Alex Brown und Dan Durham bildete er sein Panamerican Trio.
Seit 2001 unterrichtet er als Associate Professor am Berklee College of Music in Boston.

## Diskographische Hinweise
- Tico! Tico! (Paquito D’Rivera, 1989)
- Reunion (Paquito D’Rivera, 1990)
- Northwest Passage (Oregon, 1997)
- 1000 Kilometers (Oregon, 2007)